# Supercoppa tedesca 2021 (pallavolo maschile)
La Supercoppa tedesca 2021, 10ª edizione della Supercoppa nazionale di pallavolo maschile, si è svolta il 2 ottobre 2021: al torneo hanno partecipato due squadre di club tedesche e la vittoria finale è andata per la terza volta consecutiva allo Charlottenburg.

## Regolamento
La formula ha previsto una gara unica.

## Squadre partecipanti
| Squadra        | Qualificazione                       |
| -------------- | ------------------------------------ |
| Charlottenburg | Vincitrice 1. Bundesliga 2020-21     |
| Rüsselsheim    | Vincitrice Coppa di Germania 2020-21 |

## Torneo
| 2 ottobre 2021 ARENA Schwerin, Schwerin Durata: ? - Spettatori: ? | Charlottenburg | 3 - 0 | Rüsselsheim | 25-18, 25-19, 25-20 |